# 遠野渚
遠野 渚（とおの なぎさ）は、日本のジュブナイルポルノ作家。

## 略歴・作風
第5回美少女文庫新人賞を受賞。『ウチの妹がここまでMなわけがない』で美少女文庫（フランス書院）よりデビュー。その作風から美少女文庫よりも激しいシチュエーションが望まれることの多い美少女文庫えすかれを主な活動の場としている。

## 著作一覧

### 美少女文庫えすかれ
フランス書院
- ウチの妹がここまでＭなわけがない

挿絵：みさくらなんこつ、ISBN 978-4-8296-5904-5、2009年11月
- 同級生は、のーぱんちゅ

挿絵：みさくらなんこつ、ISBN 978-4-8296-5924-3、2010年4月
- 妹に催眠術をかけてネッコネコにしてみた

挿絵：安藤智也、ISBN 978-4-8296-5934-2、2010年6月
- 残念お嬢様には俺しかいない

挿絵：みさくらなんこつ、ISBN 978-4-8296-5956-4、2010年12月
- 隣の姉妹を○○メイドにしてみた

挿絵：熊虎たつみ、ISBN 978-4-8296-5961-8、2011年1月
- 黒猫荘のペットな妹

挿絵：みさくらなんこつ、ISBN 978-4-8296-5978-6、2011年6月
- 僕と契約して幼なじみ生徒会長に催眠をかけよう！

挿絵：熊虎たつみ、ISBN 978-4-8296-5990-8、2011年9月
- 僕の幼なじみとお嬢様は調教が足りない

挿絵：シロガネヒナ、ISBN 978-482966206-9、2012年2月
- 監禁調教だけど愛があるから大丈夫ッ！

挿絵：あいざわひろし、ISBN 978-482966216-8、2012年5月
- 生徒会長姉妹を毒電波で堕としてみた

挿絵：神無月ねむ、ISBN 978-4829662328、2012年10月

### オーバーラップ文庫
オーバーラップ
- 美少女宇宙人とふしぎ道具回収のはずが肌色展開すぎてヤバイ1

挿絵：榎本ひな、ISBN 978-4-906866-25-0、2013年7月

### 講談社ラノベ文庫
講談社
- 俺の股間がエクスカリバー!

挿絵：爺わら、ISBN 978-4-0638-1639-6、2018年2月
- 俺の股間がエクスカリバー!! アタシの股間がゲイ・ボルグ!

挿絵：爺わら、ISBN 978-4-0651-3807-6、2018年11月